# Galinsoor
Koordinaten: 6° 26′ N, 46° 43′ O
Galinsoor (auch Gellinsoor geschrieben) ist ein Ort in Somalia, im Zentrum des Landes westlich der äthiopischen Grenze. Er liegt im Distrikt Adaado (Cadaado) der Region Galguduud an der Grenze zu Mudug, in dem vom selbsterklärten unabhängigen Staat Galmudug beanspruchten Gebiet. Die Bevölkerung besteht hauptsächlich aus Wagardhac [Sade].